# Fleshlight
Fleshlight是人工陰道性玩具的品牌

## 用法
Fleshlight是男性自慰用的性玩具，使用時將陰莖置入其開口處即可。

## 產品歷史
Fleshlight是由Steve Shubin設計，在1998年曾為其設計申請專利，專利名稱為「精液收集的設備」，由Interactive Life Forms銷售。命名原因是因為其內裡是觸感類似肉（flesh）的材質，而其塑膠的外殼類似一個大型的手電筒（flashlight）。開的外型有類似陰戶、肛門或是嘴的造型，開口顏色有類似不同種族膚色的顏色，內裡也有不同材質。
2011年，生產Fleshlight的公司送了一整套免費的產品給美國海豹部隊中殺死奥萨马·本·拉登的隊員們。

## 類似產品
Fleshlight Girls品牌也是自慰用的自慰套，但其模型是來自女性色情演員的陰部。Fleshjack是為同志男性設計的性玩具。Fleshjack Boys包括自慰套以及有GV男優陰部外型的假陰莖。

## 外部連結
- Fleshlight's official website（页面存档备份，存于）